# Torreperogil
Torreperogil – gmina w Hiszpanii, w prowincji Jaén, w Andaluzji, o powierzchni 90,94 km². W 2011 roku gmina liczyła 7720 mieszkańców.